# Uwe Reinders
Uwe Reinders (Essen, 1955. január 19. –) világbajnoki ezüstérmes nyugatnémet válogatott német labdarúgó, csatár, edző.

## Pályafutása

### Klubcsapatban
1961–62-ben a TBV Frillendorf, majd 1962 és 1974 között a Polizei SV Essen csapataiban kezdte a labdarúgást. 1974 és 1977 között a Schwarz-Weiß Essen első csapatában szerepelt. 1977 és 1988 között pályafutása jelentős részét a Werder Bremen együttesénél töltötte, ahol két bajnoki ezüstérmet szerzett a csapattal. 1985 és 1987 között egy-egy idényt idényt a Bordeaux és a Stade Rennais csapatainál játszott Franciaországban. A Bordeaux-val francia kupa-győztes volt 1986-ban. 1987-ben hazatért és az Eintracht Braunschweig játékosa lett. 1989-ben itt vonult vissza az aktív labdarúgástól.

### A válogatottban
1982-ben négy alkalommal szerepelt a nyugatnémet válogatottban és egy gólt szerzett. Tagja volt az 1982-es világbajnoki ezüstérmes csapatnak Spanyolországban. A Chile elleni 4–1-es győzelemmel végződő csoportmérkőzésen ő szerezte a negyedik gólt.

### Edzőként
Visszavonulása után utolsó csapatánál az Eintracht Braunschweignél lett edző a másodosztályban 1990-ig. 1990 és 1992 között a Hansa Rostock, 1992–93-ban az MSV Duisburg, 1993–94-ben a Hertha BSC, 1994 és 1997 között a Sachsen Leipzig szakmai munkáját irányította. 2002-ben visszatért az Eintracht Braunschweighez két idényre. 2005-ben az alsóbb osztályú 1. FC Pforzheim és Brinkumer SV együtteseinél tevékenykedett. Utolsó edzői munkáját 2011-ben az FC Oberneuland csapatánál válállta.

## Sikerei, díjai
NSZK
- Világbajnokság
  - ezüstérmes: 1982, Spanyolország

 Werder Bremen
- Nyugatnémet bajnokság (Bundesliga)
  - 2.: 1982–83, 1984–85

 Girondins de Bordeaux
- Francia kupa
  - győztes: 1986